# Bouvancourt
Bouvancourt település Franciaországban, Marne megyében. Lakosainak száma 175 fő (2022. január 1.). Bouvancourt Bouffignereux, Guyencourt, Cauroy-lès-Hermonville, Hermonville, Montigny-sur-Vesle, Pévy, Ventelay és Cormicy községekkel határos.

## Népesség
A település népességének változása:
| Lakosok száma | 188  | 166  | 155  | 161  | 200  | 197  | 193  | 182  | 176  | 175  |
|               | 1968 | 1982 | 1990 | 2006 | 2013 | 2015 | 2017 | 2019 | 2020 | 2022 |